# Сокол (Ивано-Франковская область)
Сокол (укр. Сокіл) — село в Галичской городской общине Ивано-Франковского района Ивано-Франковской области Украины.
Население по переписи 2001 года составляло 244 человека. Занимает площадь 1,538 км². Почтовый индекс — 77164. Телефонный код — 03431.